# Capalbio
Capalbio es una localidad italiana de la provincia de Grosseto , región de Toscana, con 4.257 habitantes.

## Historia
Villa perteneciente a la República de Siena, fue ocupada en 1555 por las tropas españolas, que la incluyeron en 1557 dentro de los Presidios de Toscana.

Ubicación de la ciudad de Capalbio dentro de la provincia de Grosseto.

## Evolución demográfica
| Gráfica de evolución demográfica de Capalbio entre 1861 y 2001 |
|                                                                |
| Fuente ISTAT - Elaboración gráfica por parte de Wikipedia      |